# Пінта (хвороба)
Пі́нта (англ. Pinta, також відома як Азу́л, Кара́те, Емпе́йнес, Лота, Мал дель Пінто, Ті́на, англ. Azul, Carate, Empeines, Lota, Mal del Pinto, Tina) — ендемічний антропонозний трепонематоз, що характеризується хронічним ураженням шкіри, має легкий клінічний перебіг та уражає переважно молодих людей.

## Історичні відомості
Хвороба вперше була описана в XVI столітті в індіанців ацтеків і карибів. У 1938 році трепонеми, що не відрізняються від тих, які спричинюють епідемічний поворотний тиф і сифіліс, були виявлені у пацієнта з Куби.

## Актуальність
Пінта реєструється в сільських районах Центральної і Південної Америки, де у 1950 році було зафіксовано близько 1 мільйона випадків захворювання. У 1980-ті роки серопозитивність було виявлено у 20 % населення віддалених сільських районів Панами. Точна поширеність пінти невідома, але в рік офіційно реєструється лише кілька сотень випадків.

## Етіологія
Збудником є Treponema carateum, яка вважається окремим від збудника сифілісу, блідої трепонеми (Treponema pallidum), видом. Їй притаманні усі характерні особливості спірохет. T. carateum можна вирощувати тільки в організмі приматів.

## Епідеміологічні особливості
Точний механізм передачі інфекції не прояснено, але, ймовірно, пінта передається через прямий контакт шкіри або слизових оболонок з ураженою шкірою. Первинні пошкодження зазвичай знаходяться на відкритих частинах тіла. Пінта уражає дітей і дорослих будь-якого віку, обидві статі з однаковою частотою. Пік захворюваності припадає на вік 15–30 років. Вроджених форм хвороби не виявлено.

## Патогенез
Вивчений недостатньо. Як і при інших трепонематозах, збудник потрапляє в організм людини через пошкоджену шкіру та спричинює її первинні та вторинні ураження. Можлива дисемінація збудника через лімфатичні судини шкіри та проникнення у регіональні лімфатичні вузли. Дисемінації з проникненням збудника
у кров не відбувається, тому інші органи не уражаються, а соматичні симптоми відсутні.

## Клінічні ознаки
Інкубаційний період триває 14–21 день. Виділяють ранню і пізню стадії. Рання стадія включає початкове і вторинне ураження, в той час
як пізня стадія включає в себе латентну фазу і третинну стадію.
По закінченню інкубаційного періоду на шкірі з'являється первинне ураження у вигляді папули або бляшки (первинний афект) на відкритих поверхнях ніг, тильній поверхні стопи, передпліччя або руки. Може супроводжуватися свербежем. Ураження повільно збільшується, стає пігментованим з гіперкератозом, часто супроводжується регіональною лимфаденопатією. Дисеміновані ураження шкіри («пінтіди») схожі з первинними, і можуть з'являтися через 3–9 місяців після зараження. Вторинні ураження розрізняються за розміром і розташуванням і стають пігментованими з часом. Прогноз для життя сприятливий. Первинні та вторинні ушкодження зазвичай гояться протягом 6–12 місяців. Пізня або третинна пінта характеризується пігментними змінами, гіпохромією, ахроматичними ураженнями, гіперпігментацією і атрофічними ураженнями. Через гіперпігментацію зовнішній вигляд шкіри часто стає плямистим. Пігментовані ураження з часом можуть змінювати забарвлення від мідного до сірого або синього сланцю. Ахроматичні ураження стають білими. Пігментні зміни зберігаються все життя.

## Діагностика
Найчастіше є клініко-епідеміологічною. Враховується факт проживання в ендемічних районах, характерні шкірні зміни. Серологічні тести, що використовують у діагностиці сифілісу, застосовують також і для серодіагностики пінти. Мікроскопія в темному полі ексудату з ранніх уражень дозволяє виявити Treponema carateum. Для підтвердження діагнозу використовують реакції гемагглютинації з Treponema pallidum, мікрогемагглютинації, абсорбції флуоресцентних антитіл до трепонем, які демонструють позитивні результати, але на практиці у віддалених районах ці тести не застосовуються.
Патоморфологічна картина вивчається для диференційного діагнозу пінти і фрамбезії. Вона є схожою, але при пінті утворюються виразки. На ранніх стадіях присутній м'який акантоз з міграцією лімфоїдних клітин до епідермісу. На пізній стадії спостерігається акантоз або епідермальна атрофія. Treponema carateum може бути виявлена в епідермісі у первинних і вторинних ураженнях при фарбуванні сріблом. У пізніх ахроматичних ураженнях трепонеми відсутні.

## Лікування
Головним напрямком лікування є етіотропна антибіотикотерапія. Препаратом вибору є бензатин пеніцилін (або пеніцилін G), який вводиться 4 рази на добу в дозі 1-2 млн одиниць внутрішньом'язово, як це відбувається при лікуванні сифілісу. Після призначення пеніциліну ураження стають незаразними після 24 годин лікування і починається повільне загоєння пошкоджень шкіри. Пацієнтам, що страждають
від алергії на пеніцилін, призначається доксициклін по 0,1 г 1-2 рази на день або азитроміцин по 0,5 г на день перорально.

## Профілактика
Специфічної профілактики наразі не існує. Основу неспецифічної профілактики становить ознайомлення населення ендемічних регіонів з епідеміологічними і клінічними особливостями хвороби, спонукання до дотримання особистих заходів гігієни, прихильність до проведення своєчасної діагностики та лікування захворілих.